# Хёэнридер, Маргарита
Маргарита Хёэнридер (нем. Margarita Höhenrieder; род. 1956, Мюнхен) — немецкая пианистка и музыкальный педагог.
Дебютировала на концертной сцене в семилетнем возрасте. Училась в Мюнхене у Анны Штадлер и Людвига Хофмана, затем в Консерватории Пибоди в Балтиморе у Леона Флейшера. В 1981 г. выиграла в Италии Международный конкурс пианистов имени Бузони. В 1984 г. была удостоена государственной поощрительной премии федеральной земли Бавария для молодых деятелей искусства, в том же году начала педагогическую работу в Вюрцбургской высшей школе музыки, а в 1991 г. сменила своего учителя Хофмана в должности профессора Мюнхенской высшей школы музыки и театра.
В репертуаре Хёэнридер как традиционный репертуар, особенно произведения Моцарта, Бетховена, романтиков, — так и современная немецкая музыка. Особенно тесное творческое содружество связало её со старейшиной немецкой музыки Харальдом Генцмером, посвятившим пианистке свой Концерт для фортепиано, трубы и струнных (премьеру Хёэнридер исполнила вместе с Ги Тувроном); последнее крупное произведение Генцмера, пьесу «Как сон на краю бесконечности» (нем. Как сон на краю бесконечности) для флейты и фортепиано, Хёэнридер вместе с флейтистом Эммануэлем Паю впервые исполнила в 2009 г. уже после смерти автора. Как ансамблист она выступала и записывалась с кларнетистом Эдуардом Бруннером, виолончелистом Юлиусом Бергером, ударником Петером Садло квартетом Гевандхауса.